# Prison noire
En république populaire de Chine, une  prison noire est un lieu de détention illégal.

## Présentation

### Locaux utilisés
Les prisons noires sont des hôtels, des appartements, des caves ou des bureaux désaffectés transformés en « prisons illégales » par les pouvoirs locaux.

### Conditions de détention
Selon le professeur de droit Teng Biao, les « gens y sont humiliés, insultés, frappés par des voyous à la solde des pouvoirs locaux ». Les détenus sont enfermés le temps nécessaire avant d’être renvoyés dans leur province après avoir signé la promesse d’abandonner toute poursuite contre l’entreprise d’État, l’administration ou le responsable d'entreprise qui les auraient spoliés.

## Détenus
Human Rights Watch indique que depuis 2003 de nombreux citoyens chinois ont été secrètement incarcérés, sans contact avec l'extérieur, dans ces centres de détention illégaux. Après cette révélation de Human Rights Watch, un porte-parole du gouvernement avait réfuté la présence de prisons noires en Chine. Or une enquête sur les prisons noires de Pékin a été publiée dans un magazine chinois dépendant du très officiel groupe Xinhua ; le sujet n'est donc plus tabou.

### Détenu célèbre
Selon Amnesty International, le cinéaste amateur tibétain Dhondup Wangchen arrêté en mars 2008, a passé une partie de sa détention dans un hôtel de la ville de Xining, un centre de détention secret, une « prison noire ».

## Traitement en Chine
Les autorités chinoises réfutaient en 2009 la présence de prisons noires en Chine.
Un projet de réforme du code de procédure pénale comprenait un amendement dont l'objet était de légaliser les « disparitions forcées ». Cet amendement a été retiré du projet. C’est une victoire pour les défenseurs des droits de l’homme chinois.
En 2012, un responsable d'une prison noire a été arrêté après la plainte de quatre anciens détenus. En novembre, un procès se serait tenu évoquant officiellement ces pratiques. La presse officielle a démenti les informations faisant état de condamnations dans cette affaire.